# Javier Ramírez de Orúe
Javier Ramírez de Orúe (Durango, 1871 - Zaragoza, 1943) fue un propietario agrícola y político español.

## Reseña biográfica
Proveniente de una familia de propietarios agrícolas, su abuelo era el principal contribuyente de Tauste gracias a poseer las mejores tierras de la localidad. Su padre, Ángel Ramírez, y su tío, Juan Francisco Ramírez, se beneficiaron junto al resto de la élite local de la desamortización en Tauste y fueron habituales de los cargos políticos regionales. Ambos salieron elegidos en diferentes periodos diputados a Cortes y a la diputación provincial y participaron en el caciquismo del siglo XIX como hombres locales de Tomás Castellano y Villarroya, hombre fuerte en la provincia de Zaragoza del Partido Conservador.
Javier Ramírez de Orúe nació en Durango, de donde era originaria su madre María Luisa de Orúe Jáuregui, en 1871. Prosiguió la carrera política de su padre, con fama caciquil y de búsqueda del beneficio personal. Fue muy activo en la vida política y social de su localidad, siendo director del Sindicato de Riegos del Canal de Tauste, y diputado provincial por el distrito de Ejea-Sos (1896-1898) que incluía a Tauste. Era miembro de la Unión de Derechas aunque parte del sector alternativo al hegemónico Tomás Castellano, lo que frenó su carrera política. Así no revalidó el cargo provincial ni logró ser elegido a Cortes en las siguientes elecciones.
Su carrera política no despegó realmente hasta la muerte de Castellano en 1906 y de 1911 a 1912 logró ser alcalde de Tauste pese a que el Partido Liberal le había superado en votos. Pese a ello su alcaldía fue breve, dado que al ser nombrado consejero del ferrocarril de Sádaba a Gallur (que su padre había defendido) generó un escándalo político por sus conflictos de intereses como alcalde, expropiador y propietario. Además, pese a su arraigo familiar el distrito fue desde 1910 de mayoría liberal.
Se dedicó a dicho ferrocarril durante los años siguientes, siendo parte de diferentes polémicas con respecto a su trazado y las expropiaciones. Fue un firme defensor de su paso por Tauste en vez de por Zuera e intentó expropiar por debajo del precio los terrenos necesarios en Ejea, generando un enfrentamiento con los propietarios de la localidad vecina.
En 1915 logró ser elegido de nuevo diputado provincial por su antiguo distrito, volviendo a la política activa. Del 2 de mayo de 1917 al 7 de enero de 1921 fue presidente de la Diputación Provincial de Zaragoza.
 Le beneficiaron las peleas intestinas dentro de los partidos conservador y liberal y el mantenimiento del sistema caciquil que le hacía clave para que el hijo de Tomás Castellano, Tomás Castellano Echenique, lograra escaño a Cortes por Zaragoza-Borja. Durante su mandato surgió un escándalo sobre la falsificación de votos en su elección.
Tras intentar infructuosamente se elegido diputado a Cortes, fue nombrado gobernador civil de Valladolid el 11 de abril de 1922, permaneciendo apenas cinco meses en el cargo. Tras ello pasó a ser gobernador civil de Tarragona durante dos meses. Con la dictadura de Primo de Rivera se fue alejando de la vida política.
Fue padre de Javier Ramírez Sinués, también político de derechas.